# سامتنگانگ (بوتان)
سامتنگانگ (به لاتین: Samtengang) یک منطقهٔ مسکونی در بوتان است که در Wangdue Phodrang District واقع شده‌است.